# Коянды (озеро, Северо-Казахстанская область)
Коянды (каз. Қоянды) — пересыхающее озеро в Есильском районе Северо-Казахстанской области Казахстана. Находится в 15 км к западу от села Корнеевка и в 2 км к югу от села Тамамбай. 
По данным топографической съёмки 1940-х годов, площадь поверхности озера составляет 1,08 км². Наибольшая длина озера — 1,4 км, наибольшая ширина — 0,9 км. Длина береговой линии составляет 3,8 км, развитие береговой линии — 1,02. Озеро расположено на высоте 159 м над уровнем моря.